# Christian Poulsen
Christian Bjørnshøj Poulsen (pronunciación en danés: /ˈkʰʁɛs.djæn ˈpʰɔwlsn̩/; Asnæs; 28 de febrero de 1980) es un exfutbolista y entrenador danés. Fue un jugador de corte defensivo, ya que podía jugar tanto de medio defensivo o de defensa central pero tenía llegada al área rival.

## Trayectoria
Considerado unos de los mejores centrocampistas de la historia de la selección danesa. Es un jugador muy versátil, pudiendo actuar tanto de central como de mediocentro con actitudes ofensivas. En 2006 fichó por el Sevilla FC al quedar libre en su club, el Schalke 04 alemán. Tras su llegada a Sevilla, y antes de comenzar la temporada actual, se proclamó con su club campeón de la Supercopa de Europa, ganando por 3 - 0 en la final al FC Barcelona. El 16 de mayo de 2007 ganó también la Copa de la UEFA en la final española de dicha competición celebrada en el Hampden Park de Escocia, frente al RCD Español. El 23 de junio de 2007 se proclamó campeón de la Copa del Rey con el Sevilla FC, derrotando en la final al Getafe CF en el estadio Santiago Bernabéu. El 15 de agosto de 2007 se proclamó campeón de la Supercopa de España al derrotar al Real Madrid por 1-0 en la ida y 3-5 en el partido de vuelta.
A mediados de 2008 fue fichado por la Juventus FC por la cifra de 10 millones de euros. El 12 de agosto de 2010 se hizo oficial su traspaso al Liverpool FC.

## Selección nacional
Ha sido internacional con la selección de fútbol de Dinamarca en 92 ocasiones y ha marcado seis goles.
En la Eurocopa 2004, Francesco Totti fue sancionado con tres partidos por escupirle durante el encuentro entre sus respectivas selecciones.
También fue portada en muchos periódicos de Europa por el incidente que tuvo con Markus Rosenberg en el partido de clasificación para la Eurocopa 2008 entre Dinamarca y Suecia. Poulsen fue expulsado por agredir a un contrario, y se suspendió el partido porque un aficionado agredió al árbitro por señalar un penal en la jugada en la que Poulsen golpeó al rival.

### Participaciones en Copas del Mundo
| Copa              | Sede                | Resultado        | Partidos | Goles |
| ----------------- | ------------------- | ---------------- | -------- | ----- |
| Copa Mundial 2002 | Corea del Sur Japón | Octavos de final | 3        | 0     |
| Copa Mundial 2010 | Sudáfrica           | Primera fase     | 3        | 0     |

### Participaciones en Eurocopas
| Copa          | Sede              | Resultado        | Partidos | Goles |
| ------------- | ----------------- | ---------------- | -------- | ----- |
| Eurocopa 2004 | Portugal          | Cuartos de final | 3        | 0     |
| Eurocopa 2012 | Polonia · Ucrania | Primera fase     | 1        | 0     |

## Estadísticas

### Clubes
| Club | Div.          | Temporada     | Liga  | Liga  | Copas nacionales(1) | Copas nacionales(1) | Torneos internacionales(2) | Torneos internacionales(2) | Otros(3) | Otros(3) | Total | Total |
| Club | Div.          | Temporada     | Part. | Goles | Part.               | Goles               | Part.                      | Goles                      | Part.    | Goles    | Part. | Goles |
| --- | ------------- | ------------- | ----- | ----- | ------------------- | ------------------- | -------------------------- | -------------------------- | -------- | -------- | ----- | ----- |
| Holbæk B&I Dinamarca | 1.ª           | 1997-98       | 18    | 0     | 0                   | 0                   | —                          | —                          | —        | —        | 18    | 0     |
| Holbæk B&I Dinamarca | 1.ª           | 1998-99       | 25    | 0     | 0                   | 0                   | —                          | —                          | —        | —        | 25    | 0     |
| Holbæk B&I Dinamarca | 1.ª           | 1999-00       | 29    | 0     | 0                   | 0                   | —                          | —                          | —        | —        | 29    | 0     |
| Holbæk B&I Dinamarca | 1.ª           | 2000-01       | 11    | 7     | 0                   | 0                   | —                          | —                          | —        | —        | 11    | 7     |
| Holbæk B&I Dinamarca | Total club    | Total club    | 83    | 7     | 0                   | 0                   | —                          | —                          | —        | —        | 83    | 7     |
| F. C. Copenhague Dinamarca | 1.ª           | 2000-01       | 15    | 2     | 0                   | 0                   | 0                          | 0                          | —        | —        | 15    | 2     |
| F. C. Copenhague Dinamarca | 1.ª           | 2001-02       | 30    | 8     | 0                   | 0                   | 3                          | 0                          | —        | —        | 33    | 8     |
| F. C. Copenhague Dinamarca | 1.ª           | 2014-15       | 16    | 1     | 4                   | 0                   | 0                          | 0                          | —        | —        | 20    | 1     |
| F. C. Copenhague Dinamarca | Total club    | Total club    | 61    | 11    | 4                   | 0                   | 3                          | 0                          | —        | —        | 68    | 11    |
| F. C. Schalke 04 · Alemania | 1.ª           | 2002-03       | 24    | 1     | 2                   | 0                   | 5                          | 1                          | 2        | 0        | 33    | 2     |
| F. C. Schalke 04 · Alemania | 1.ª           | 2003-04       | 27    | 0     | 2                   | 1                   | 6                          | 0                          | —        | —        | 35    | 1     |
| F. C. Schalke 04 · Alemania | 1.ª           | 2004-05       | 32    | 0     | 6                   | 0                   | 10                         | 0                          | —        | —        | 48    | 0     |
| F. C. Schalke 04 · Alemania | 1.ª           | 2005-06       | 28    | 2     | 2                   | 0                   | 14                         | 1                          | 2        | 0        | 46    | 3     |
| F. C. Schalke 04 · Alemania | Total club    | Total club    | 111   | 3     | 12                  | 1                   | 35                         | 2                          | 4        | 0        | 162   | 6     |
| Sevilla F. C. · España | 1.ª           | 2006-07       | 33    | 1     | 2                   | 0                   | 16                         | 1                          | —        | —        | 51    | 2     |
| Sevilla F. C. · España | 1.ª           | 2007-08       | 29    | 3     | 0                   | 0                   | 10                         | 0                          | 1        | 0        | 40    | 3     |
| Sevilla F. C. · España | Total club    | Total club    | 62    | 4     | 2                   | 0                   | 26                         | 1                          | 1        | 0        | 91    | 5     |
| Juventus F. C. · Italia | 1.ª           | 2008-09       | 23    | 1     | 0                   | 0                   | 3                          | 0                          | —        | —        | 26    | 1     |
| Juventus F. C. · Italia | 1.ª           | 2009-10       | 25    | 0     | 0                   | 0                   | 6                          | 0                          | —        | —        | 31    | 0     |
| Juventus F. C. · Italia | Total club    | Total club    | 48    | 1     | 0                   | 0                   | 9                          | 0                          | —        | —        | 57    | 1     |
| Liverpool F. C. Inglaterra | 1.ª           | 2010-11       | 12    | 0     | 0                   | 0                   | 9                          | 0                          | —        | —        | 21    | 0     |
| Évian Thonon Gaillard F. C. Francia | 1.ª           | 2011-12       | 24    | 0     | 0                   | 0                   | —                          | —                          | —        | —        | 24    | 0     |
| Ajax de Ámsterdam · Países Bajos | 1.ª           | 2012-13       | 25    | 0     | 4                   | 0                   | 8                          | 0                          | 0        | 0        | 37    | 0     |
| Ajax de Ámsterdam · Países Bajos | 1.ª           | 2013-14       | 29    | 1     | 6                   | 0                   | 8                          | 0                          | 0        | 0        | 43    | 1     |
| Ajax de Ámsterdam · Países Bajos | Total club    | Total club    | 54    | 1     | 10                  | 0                   | 16                         | 0                          | 0        | 0        | 80    | 1     |
| Total carrera | Total carrera | Total carrera | 455   | 27    | 28                  | 1                   | 89                         | 3                          | 5        | 0        | 586   | 31    |
| (1) Incluye datos de la Copa de Dinamarca, Copa de Alemania, Copa del Rey y Copa de los Países Bajos. (2) Incluye datos de la Liga de Campeones, Copa de la UEFA, Copa Intertoto y Liga Europa. (3) Incluye datos de la Copa de la Liga de Alemania, Supercopa de Europa, Supercopa de España y Supercopa de los Países Bajos. |               |               |       |       |                     |                     |                            |                            |          |          |       |       |

## Palmarés

### Campeonatos nacionales
| Título                        | Club              | País         | Año  |
| ----------------------------- | ----------------- | ------------ | ---- |
| Superliga de Dinamarca        | F. C. Copenhague  | Dinamarca    | 2001 |
| Copa de la Liga               | F. C. Schalke 04  | Alemania     | 2005 |
| Copa del Rey                  | Sevilla F. C.     | España       | 2007 |
| Supercopa de España           | Sevilla F. C.     | España       | 2007 |
| Eredivisie                    | Ajax de Ámsterdam | Países Bajos | 2013 |
| Supercopa de los Países Bajos | Ajax de Ámsterdam | Países Bajos | 2013 |
| Eredivisie                    | Ajax de Ámsterdam | Países Bajos | 2014 |
| Copa de Dinamarca             | F. C. Copenhague  | Dinamarca    | 2015 |

### Campeonatos internacionales
| Título              | Club             | Sede          | Año  |
| ------------------- | ---------------- | ------------- | ---- |
| Copa Intertoto      | F. C. Schalke 04 | Gelsenkirchen | 2003 |
| Copa Intertoto      | F. C. Schalke 04 | Liberec       | 2004 |
| Supercopa de Europa | Sevilla F. C.    | Mónaco        | 2006 |
| Copa de la UEFA     | Sevilla F. C.    | Glasgow       | 2007 |

### Distinciones individuales
| Distinción                              | Año  |
| --------------------------------------- | ---- |
| Futbolista joven del año en Dinamarca   | 2001 |
| Futbolista del año del F. C. Copenhague | 2002 |
| Futbolista del año en Dinamarca         | 2005 |
| Futbolista del año en Dinamarca         | 2006 |